# Cotroceni
Cotroceni è un quartiere nella parte occidentale di Bucarest, in Romania, si trova intorno alla collina di Cotroceni, a Bucarest, nel Settore 5.

## Storia
La collina di Cotroceni una volta era coperta dalla foresta di Vlasia, che copriva la maggior parte della Bucarest di oggi. Qui, nel 1679 è stato costruito un monastero da Şerban Cantacuzino, per poi essere trasformato in un palazzo nel 1888 da Carlo I. Le case sono state costruite nella zona vicino al palazzo dai servi reali e dei militari di alto rango. Carlo ha anche costruito una stazione reale denominata Gara Cotroceni vicino al palazzo. La stazione ferroviaria è stata trasferita dal regime comunista ed è stata poi utilizzata per il trasporto di materiali per la costruzione della Casa del Popolo.

## Monumenti e luoghi d'interesse
- Palazzo Cotroceni, residenza ufficiale del Presidente della Romania, si trova in questo quartiere
- Giardino botanico di Bucarest
- Università di medicina e farmacia Carol Davila
- Opera Nazionale di Bucarest
- Ospedale municipale di Bucarest
- Stadio di Cotroceni
- Chiesa di St. Elefterie
- Radio Casa

## Galleria d'immagini

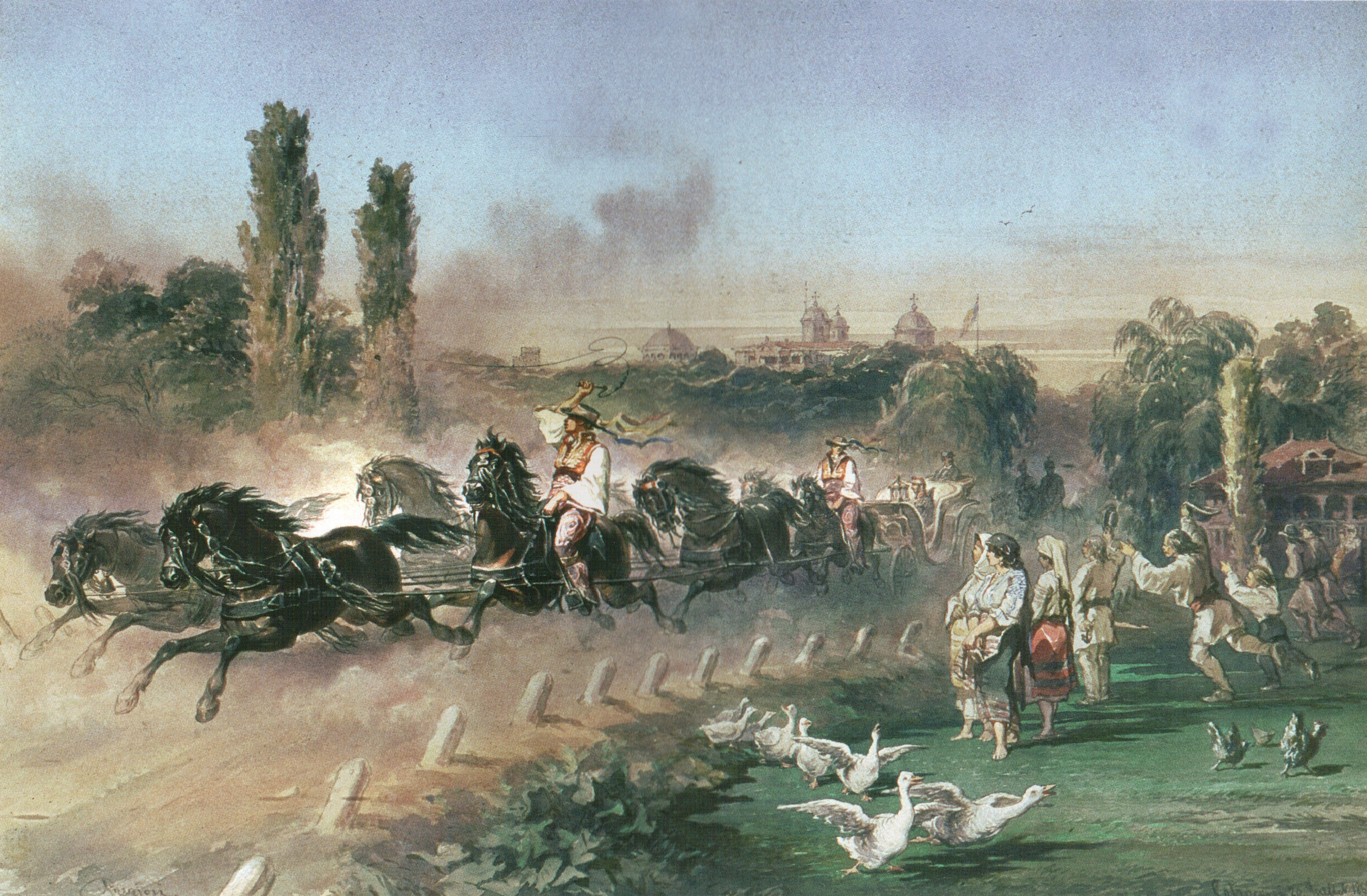
Carlo I nella Battaglia Reale di Cotroceni, 1860
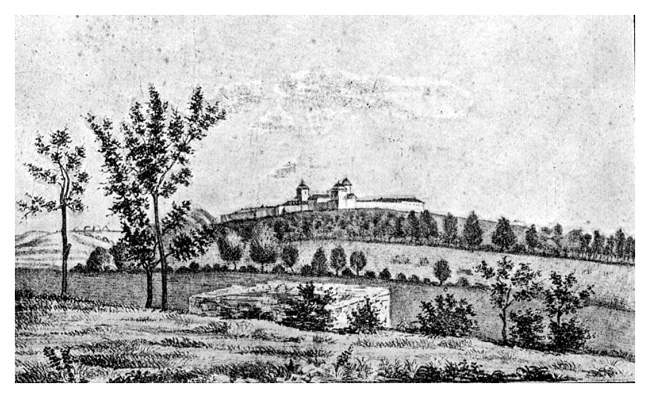
Monastero di Cotroceni, 1860
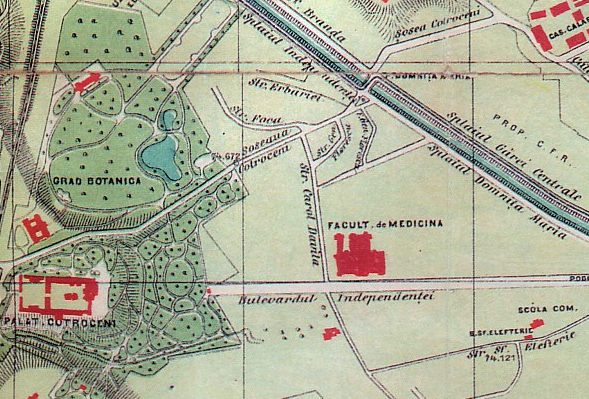
Mappa dell'area di Cotroceni, circa 1895